# APPN
APPN (англ. Advanced Peer to Peer Networking — одноранговая сеть с расширенными возможностями) — сетевая архитектура IBM для построения динамической маршрутизации через компьютерные сети с произвольной топологией. Разработана в качестве замены статической маршрутизации SNA с иерархической архитектурой, полученной в наследство от эпохи мейнфреймов.
APPN включает в себя такие функции:
- распределённое управление сетью;
- динамический обмен информацией о топологии сети, чтобы облегчить подключение, реконфигурацию и выбор маршрута;
- динамические определения сетевых ресурсов;
- автоматизированная регистрация ресурсов и каталожный поиск.

Первоначально протокол APPN был разработан как упрощение SNA, но он оказался вполне самостоятельным решением, например, при миграции на новые операционные платформы. Впоследствии APPN был в значительной степени заменён на TCP/IP (Интернет).
В APPN была реализована более эффективная маршрутизация данных, которая получила название High Performance Routing (HPR). HPR стали применять в конце 1990-х годов. Сегодня используется только в средах IBM и в UDP-туннелях.
Обратите внимание, что APPN не имеет ничего общего с пиринговой сетью передачи данных, таких как KaZaA или Napster. В случае APPN одноранговость относится к независимости от центральной точки управления: изъятие любого компьютера из сети не разрушает работу сетевого протокола, каждый компьютер может обратиться к другому непосредственно, без согласования обращения с другими компьютерами сети. APPN управляет связью между машинами, в том числе маршрутизации, и работает на транспортных и сетевых уровнях.